# فوزي الزمرلي
فوزي الزمرلي (مواليد 19 يناير 1948 في قليبية، تونس) هو كاتب تونسي، عضو اتحاد الكتاب التونسيين وأستاذ النقد والأدب الحديث بكلية الآداب والفنون والإنسانيات بمنوبة، وأستاذ الأدب الحديث بالجامعة التونسية.

## دراسته
حصل على البكالوريوس شعبة الفلسفة والآداب الكلاسيكيّة من المعهد الثانوي بخزندار، ثم على شهادة الأستاذية في اللغة والآداب العربية من كلية الآداب والعلوم الإنسانيّة بتونس، ثم شهادة الكفاءة في البحث من كلية الآداب والعلوم الإنسانيّة بتونس. حصل بعد ذلك على الدكتوراه (حلقة ثالثة) من كلية الآداب والعلوم الإنسانيّة بتونس، ثم على دكتوراه الدولة من كلية الآداب والفنون والإنسانيات بمنوبة.

## أعماله
تأليف
- «الكتابة القصصيّة عند البشير خريّف»، الدار العربية للكتاب، 1988[5][6]
- «شعريّة الرواية العربيّة: بحث في أشكال تأصيل الرواية العربيّة ودلالاتها»، 2002[7][8]
- «فصول في الرواية التونسية»، مركز النشر الجامعي، 2011[9][10]

تأليف مشترك
- «ملتقى الروائيّين العرب الأوّل»، دار الحوار للنشر، 1993
- «الشرق والغرب في الأدب التونسي الحديث»، دار الجنوب للنشر
- «كبريات الحوادث في العهد التركي الزاهر»، كلية الآداب بمنوبة، 1991
- «عالم محمود طرشونة الروائي»، دار الخدمات العامّة، 1998
- «الأيام القصصية: البشير خريّف في عيون النقاد»، منشورات اتحاد الكتّاب التونسيّين، 2003[11]
- «النقد الأدبي ودوره في المجتمعات العربية»، منشورات وزارة الثقافة والمحافظة على التراث، 2007

تقديم وتحقيق
- «بلاّرة» (رواية)، بيت الحكمة، 1992[12][13]
- «برق الليل» (رواية)، دار الجنوب، 2000[14]
- «الدكتور فريد غازي: مقالات مختارة»، المركز الوطني للاتصال الثقافي، 2000[15]

جمع ودراسة
- «محمود بيرم التونسي: مذكّراتي»، دار الجنوب للنشر، 2001[16]
- «الأعمال الكاملة للبشير خريّف»، وزارة الثقافة تونس، 2005،[ملاحظة 1][17] 2006،[ملاحظة 2] 2007[ملاحظة 3]

ملاحظات
1. ↑  المجلدان الأول والثاني
2. ↑  المجلد الثالث
3. ↑  المجلد الرابع

## العضويات
- عضو اتحاد الكتاب التونسيين
- عضو هيئة تحرير مجلة المسار
- عضو لجنة تحكيم جائزة «الكومار» للرواية
- عضو لجنة الماجستير بكلية الآداب والفنون والإنسانيات بمنوبة
- عضو لجنة الدكتوراه والتأهيل بكلية الآداب والفنون والإنسانيات بمنوبة
- عضو لجنة دكتوراه الدولة بالجامعة التونسية
- عضو فريق البحث في الأدب المغاربي بكلية الآداب والفنون والإنسانيات بمنوبة
- عضو لجنة المهرجان الوطني للأدباء الشبان بقليبية
- عضو لجنة الجوائز الأدبية لوزارة الثقافة التونسية
- عضو لجنة تحكيم المهرجان الوطني للأدباء الناشئين بحيّ الزّهور، تونس العاصمة
- عضو لجنة تحكيم «جائزة أمير الشعراء» بأبوظبي (الدورة الأولى 2007)[18]